# 馬塞洛·雷貝洛·德索薩
馬塞洛·雷貝洛·德索薩（葡萄牙語：Marcelo Rebelo de Sousa，1948年12月12日—），葡萄牙政治人物，現任葡萄牙總統。

## 早年
馬塞洛出生於里斯本，他是政府部長、國會議員巴爾塔薩·雷貝洛·德索薩的長子。他的名字是以教父馬塞洛·卡塔諾之名命名的，卡塔諾是葡萄牙新國家時期最後一任總理。

## 社會民主黨主席
1996年至1999年間，擔任葡萄牙社會民主黨主席。

## 總統

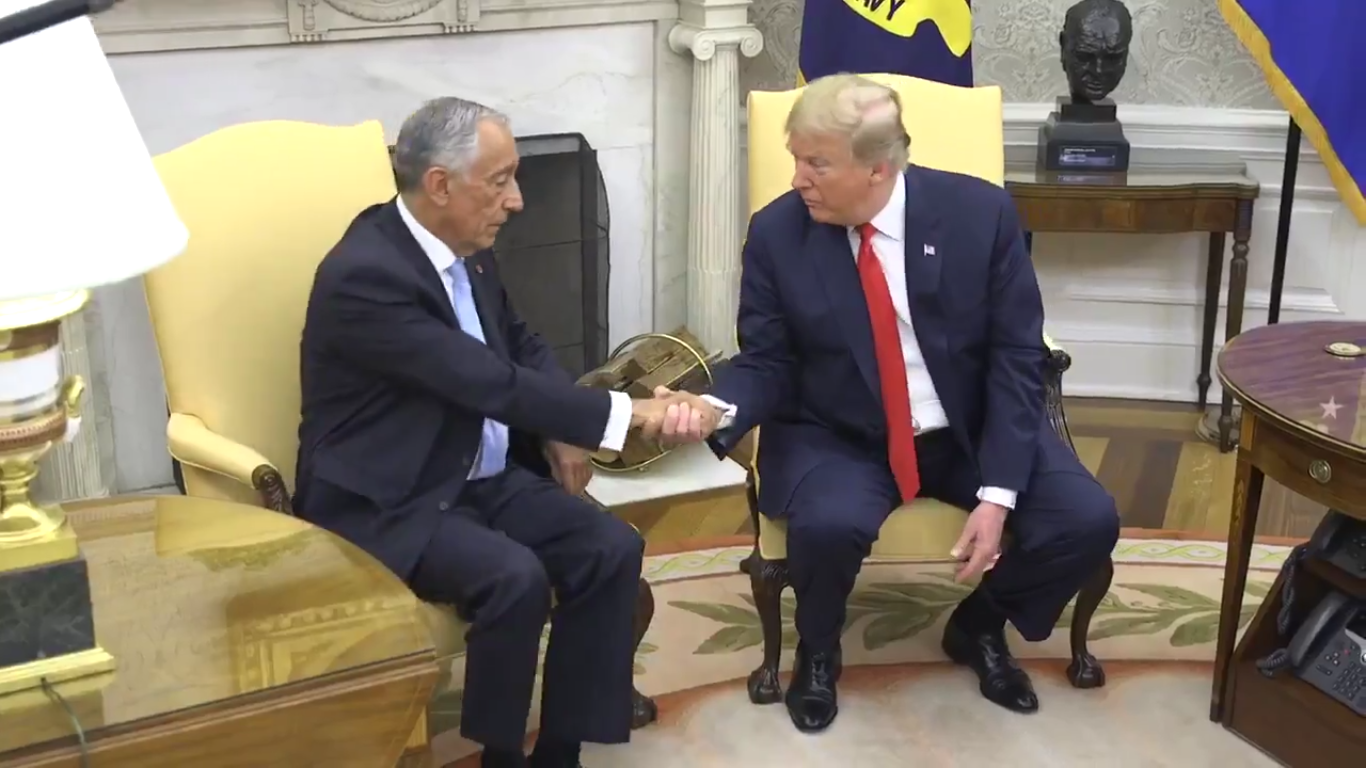
2018年6月27日德索薩在椭圆形办公室与美国总统唐纳德·特朗普会面

2016年葡萄牙總統選舉中代表社會民主黨當選，成為葡萄牙第20任總統，2016年3月9日就任。
2021年葡萄牙总统选举，德索薩取得压倒性多数票赢得总统选举的胜利，以60.70％得票率成功连任，承诺任内主要使命是加强2019冠状病毒病疫情大流行的防疫和打击激进主义和极端主义。

## 軼事
德索薩有每日游泳的習慣。
2020年8月，馬塞洛·雷貝洛·德索薩造訪阿爾加維地區的沙灘度假和工作的時候，突然發現有兩名女子的獨木舟翻了船，他立刻游泳到翻了船的位置救起兩人。

## 染疫
2021年1月12日，德索薩確診COVID-19，其後康復。